# Schildkliervergroting
Schildkliervergroting (ook wel struma, of krop) is een symptoom waarbij de schildklier vergroot is ten opzichte van de normale toestand. Een schildkliervergroting kan zowel optreden bij hyperthyreoïdie als bij hypothyreoïdie, en ook een normale schildklierfunctie komt voor. De zwelling kan onopvallend zijn, of bij een wat groter formaat cosmetische bezwaren geven, maar als hij groter wordt ook slikklachten (vooral bij vergrotingen die zich in de borstkas voortzetten) of ademhalingsproblemen geven. Door palpatie wordt onderzocht of de zwelling wel echt van de schildklier uitgaat en niet het gevolg is van een lymfoom, omdat zwellingen in de hals ook diverse andere oorzaken kunnen hebben. Voor nadere diagnostiek kan worden gebruikgemaakt van echo-onderzoek en/of computertomografie (CT).
Een struma kan in grote lijnen op drie manieren ontstaan:
- door diffuse vergroting van de schildklier,
- door vorming van een of meer cysten in het schildklierweefsel en
- door goed- of kwaadaardige gezwellen.

In België en Nederland komt een schildkliervergroting door een jodiumgebrek nauwelijks voor. In derdewereldlanden is het wel nog de belangrijkste oorzaak. 
De reden dat een schildkliervergroting door jodiumgebrek in België en Nederland niet vaak meer voorkomt komt door de invoering van de wettelijke verplichting dat bakkers jodiumhoudend bakkerszout in brood moeten gebruiken. De schildklier vertoont in dit geval een diffuse hypertrofie (zie illustratie). Ook wordt jodium aan keukenzout toegevoegd.